# NGC 1627
NGC 1627 is een spiraalvormig sterrenstelsel in het sterrenbeeld Eridanus. Het hemelobject werd op 22 december 1886 ontdekt door de Amerikaanse astronoom Lewis A. Swift.

## Synoniemen
- PGC 15675
- MCG -1-12-40
- IRAS 04351-0459